# Catocala amestris
Catocala amestris är en fjärilsart som beskrevs av John Kern Strecker 1874. Catocala amestris ingår i släktet Catocala och familjen nattflyn. Inga underarter finns listade i Catalogue of Life.